# История биатлона

## Ранняя история
Истоки биатлона кроются в повседневной жизни первобытных людей, населявших северные районы Земли. Найденные в Норвегии наскальные рисунки, сделанные около 5000 лет назад, являются самым древним свидетельством охоты с помощью лыж и оружия. Древние рисунки, найденные в Азии, изображают «летучих лошадей» на ногах охотников, которые использовались для преследования диких животных в снежных условиях. Всё это показывает, что сочетание бега на лыжах и стрельбы издревле являлось необходимым условием выживания северных народов.
Однако, являясь частью повседневной жизни, сочетание бега на лыжах и стрельбы не рассматривалось как некое спортивное увлечение. Впервые же соревнования, отдалённо напоминавшие биатлон, прошли в 1767 году. Их организовали пограничники на шведско-норвежской границе. В числе трёх номеров программы два приза предусматривались для лыжников, которые во время спуска со склона средней крутизны попадут из ружья в определённую цель на расстоянии 40-50 шагов. Несмотря на столь раннее зарождение, биатлон не получил распространения в других странах. Его развитие в современном виде началось только в конце XIX — начале XX века. В частности, в XIX веке в Норвегии он был введён в качестве упражнения для солдат.
Впервые на крупных международных соревнованиях состязания, напоминавшие современный биатлон, были включены в 1924 году на I зимних Олимпийских играх во французском Шамони. Назывались они «соревнования военных патрулей» (в некоторых источниках упоминаются также как «гонки военных патрулей») и проходили как демонстрационные состязания (хотя позже их участникам официально были вручены медали). В статусе демонстрационных состязаний соревнования военных патрулей позже были представлены на зимних Олимпиадах 1928, 1936 и 1948 годов, после чего их исключили из официального календаря в связи с нараставшими пацифистскими настроениями в мире по окончании Второй мировой войны.

## Становление современного биатлона
3 августа 1948 года была создана Международная федерация современного пятиборья (фр. Union internationale de pentathlon moderne, UIPM — УИПМ), которая с 1953 года начинает курировать биатлон. В 1954 году Международный олимпийский комитет признает биатлон как вид спорта. В 1955 году в швейцарском Маглингене УИПМ была представлена Концепция современного зимнего биатлона. 17 ноября 1956 года Международной федерацией современного пятиборья в Мельбурне были одобрены правила проведения современных биатлонных соревнований. За каждой нацией-членом УИПМ было признано по две федерации — современного пятиборья и биатлона, — а сама УИПМ с 1957 года стала именоваться Международной федерацией современного пятиборья и биатлона (фр. Union internationale de pentathlon moderne et de biathlon, UIPMB — УИПМБ). В 1957 году УИПМБ в Стокгольме объявляет себя ответственной за проведение зимних биатлонных соревнований.
Уже в следующем 1958 году проходит первое крупное международное биатлонное соревнование — Чемпионат мира в австрийском Зальфельдене, в рамках которого официально была проведена одна мужская индивидуальная гонка на 20 км. Через два года биатлон включается в официальную программу зимних Олимпийских игр. В 1965 году утверждаются правила проведения мужской эстафетной гонки, устанавливается лимит возраста для юниоров в 21 год. В том же году проводится первый Чемпионат Северной Америки в канадском Принс-Джордже. В 1966 году в рамках Чемпионата мира впервые проводится мужская эстафетная гонка 4х7,5 км. На том же Чемпионате впервые применяются изменённые правила стрельбы: штраф отсутствовал лишь при попадании в центр мишени, если же биатлонист попадал во внешний радиус мишени, то к общему времени прохождения дистанции прибавлялась штрафная минута, если он вообще не попадал по мишени — то прибавлялись две штрафные минуты. В 1967 году впервые на Чемпионате мира начали соревноваться юниоры (в том же месте, что и взрослые). В программу первого юниорского Чемпионата мира были включены индивидуальная гонка на 15 км и эстафета 3х7,5 км. В биатлонную программу зимних Олимпийских игр эстафета попала в 1968 году. С дальнейшим развитием биатлона появляются и новые дисциплины: в 1974 году в рамках Чемпионата мира впервые проводится спринтерская гонка, а с 1980 года её включают в календарь зимних Олимпийских игр. В том же 1974 году биатлон включён в программу Праздника Севера. В 1978 году на биатлонных соревнованиях крупнокалиберное оружие уступает место малокалиберному (калибр .22 LR). С этого же года начинают применяться механические биатлонные установки (до этого мишени были бумажными).
С 1978 года начинается также история Кубка мира. Первоначально соревнования включали в себя лишь мужские индивидуальные, спринтерские и эстафетные гонки. В 1980 году вновь были подкорректированы правила стрельбы: двухминутный штраф был исключён. В том же году в Сараево были одобрены правила проведения женских биатлонных соревнований, а возрастной предел юниоров был снижен с 21 до 20 лет. В 1983 году биатлон включён в программу зимних Универсиад. Начиная с того же года женщины начинают соревноваться в Кубке Европы (ныне — Кубок IBU), а на следующий год проводится первый женский Чемпионат мира во французском Шамони, в рамках которого проводятся женская индивидуальная, спринтерская и эстафетная гонка. С 1986 года биатлонные состязания начинают проводиться в рамках зимних Азиад и Арктических зимних игр. С сезона 1987/1988 женские дисциплины включаются в календарь Кубка мира, а со следующего сезона мужские дисциплины появляются в календаре Кубка Европы. Таким образом, с 1988 года на обоих крупнейших кубковых биатлонных соревнованиях представлены как мужские, так и женские дисциплины. В том же году Международный олимпийский комитет принимает решение включить женские дисциплины (индивидуальную, спринтерскую и эстафетную гонку) в программу зимних Олимпийских игр 1992 года в французском Альбервиле. В 1989 году женский и мужской Чемпионаты мира объединяются и проводятся в австрийском Файстриц-ан-дер-Драу, а юниоры (которые в период с 1967 по 1983 годы соревновались совместно с мужчинами, а в период с 1984 по 1988 года — совместно с женщинами) начинают соревноваться отдельно. Кроме того, первый отдельный юниорский Чемпионат мира, который прошёл в норвежском Воссе, впервые включал в себя соревнования юниорок в тех же дисциплинах, в которых соревновались юниоры. В 1989 году также были увеличены дистанции женских гонок: индивидуальной гонки — с 10 до 15 км, спринта — с 5 до 7,5 км и эстафетного этапа — с 5 до 7,5 км. Кроме того, в программу взрослых и юниорских Чемпионатов мира была включена командная гонка. С этого же времени начали использоваться электронные биатлонные установки.

## Биатлон под руководством Международного союза биатлонистов
30 ноября 1992 года во французском Амели-ле-Бен-Палальда было принято решение об отделении биатлона от современного пятиборья. 2 июля 1993 года в Лондоне на Чрезвычайном конгрессе УИПМБ было официально объявлено о создании Международного союза биатлонистов в рамках Международной федерации современного пятиборья и биатлона. 12 декабря того же года в Зальцбурге начала свою работу штаб-квартира новой международной организации. С отделением биатлона от современного пятиборья началось расширение формата соревнований. В том же году он был включён в программу зимних Европейских юношеских олимпийских фестивалей. Через год в финском Контиолахти прошёл первый Чемпионат Европы, через два года — первые крупные международные соревнования по летнему биатлону — Чемпионат мира в австрийском Хохфильцене. В 1997 году на Кубке мира появляются две новые биатлонные дисциплины — Гонка преследования (которая уже в том же году проводится и на уровне Чемпионата мира) и масс-старт (на Чемпионатах мира с 1999 года). Первая дисциплина включена в олимпийскую биатлонную программу с 2002 года, вторая — с 2006 года. Однако через два года из программ крупнейших международных биатлонных соревнований исчезла командная гонка, которая за всю свою историю так и не попала в олимпийскую программу. 26-28 июня 1998 года проходил Третий регулярный конгресс Международного союза биатлонистов, на котором было принято решение окончательно отделиться от Международной федерации современного пятиборья и биатлона, что и было сделано.
Современное развитие биатлона идёт в сторону увеличения количества участников по возрасту и странам, а также развития летнего биатлона. Так, с 2002 года на юниорских Чемпионатах мира вместе с юниорами и юниорками (19-20 лет) начали соревноваться юноши и девушки (младше 19 лет). В 2003 году на этапе Кубка мира в немецком Рупольдинге впервые была проведена смешанная эстафета, которая через два года дебютировала на Чемпионате мира, а в 2014 году — на Олимпийских играх в Сочи. Начал проводиться Чемпионат Европы по летнему биатлону, а с 2007 года — два Кубка IBU по летнему биатлону — кроссовый и лыжероллерный. С 2010 года биатлон включён в программу зимних Всемирных игр мастеров и зимних Всемирных военно-спортивных игр, а с 2012 года планируется проведение биатлонных гонок в рамках первых зимних юношеских Олимпийских игр. В 2015 году на этапах Кубка мира появилась ещё одна новая дисциплина — одиночная смешанная эстафета, а уже в 2019 году она впервые прошла на Чемпионате мира. Правила Международного союза биатлонистов содержат также регламент проведения суперспринта, соревнования в котором проводятся пока в основном локально (например, на национальных чемпионатах). Однако в сезоне 2018-2019 дисциплина дебютировала на Кубке IBU. Возможно появление новых дисциплин и в летнем биатлоне, а также, в будущем, включение их в программу летних Олимпийских игр.